# Caeus leopoldi
Caeus leopoldi è un pesce osseo estinto, appartenente ai gonorinchiformi. Visse nel Cretaceo inferiore (Albiano, circa 115 - 112 milioni di anni fa) e i suoi resti fossili sono stati ritrovati in Italia, nel famoso giacimento di Pietraroja. 

## Descrizione
Questo pesce era di grosse dimensioni: l'esemplare tipo, completo, è lungo circa 86 centimetri. Caeus possedeva un corpo abbastanza slanciato, con una piccola pinna dorsale posta all'incirca a metà del corpo, e due piccole pinne ventrali poste più o meno al di sotto di essa. La pinna anale, anch'essa di piccole dimensioni, era piuttosto arretrata, e le pinne pettorali erano probabilmente anch'esse di piccole dimensioni. La pinna caudale era grande e profondamente biforcuta, e sfiorava i 30 centimetri in altezza. Caeus si differenziava da altri gonorinchiformi per alcune caratteristiche, come il sopraoccipitale privo di cresta mediana, un preopercolo con un ramo dorsale ampio, un opercolo arrotondato e un subopercolo ridotto. I raggi nella pinna pettorale erano 15, mentre quelli della pinna ventrale erano 9. Le scaglie erano cicloidi, con il margine posteriore liscio. Rispetto all'attuale genere Chanos, con il quale è stato a lungo confuso, Caeus era caratterizzato da una peculiare morfologia delle ossa della coda: la prima vertebra preurale e le prime due vertebre urali erano autogene, era presente una spina neurale accorciata sul primo preurale e vi erano due piccoli euurali e due uroneurali liberi.

## Classificazione
Caeus leopoldi venne inizialmente descritto da Costa nel 1857, sulla base di un esemplare pressoché completo rinvenuto nel famoso giacimento di Pietraroja, in provincia di Benevento. Successivamente D'Erasmo (1915) indicò questa specie come un rappresentante del genere attuale Chanos, e per lungo tempo questa classificazione venne mantenuta. Solo una revisione più recente ad opera di Taverne e Capasso del 2017 mise in luce importanti differenze nella morfologia dello scheletro caudale di questa specie, e il genere Caeus venne ripristinato come valido. 
Caeus attualmente viene considerato un membro dei Gonorynchiformes, e in particolare un membro della famiglia Chanidae; secondo Taverne e Capasso (2017), Caeus occuperebbe una posizione filogenetica intermedia tra Parachanos e Dastilbe. 